# Arnold Huttmann
Arnold Huttmann (* 4. Januar 1912 in Kronstadt; † 27. August 1997 in Palling) war ein deutscher Arzt, kardiologischer Chefarzt, Medizinhistoriker und Heimatforscher aus Siebenbürgen. Er war während des Zweiten Weltkriegs Verfolgter der faschistischen rumänischen Regierung.

## Leben
Arnold Huttmann wurde in Kronstadt als Sohn des jüdischen Kaufmannes Wolf Huttmann und seiner Ehefrau Rosa (geb. Weinreb) geboren. Huttmanns Muttersprache war Deutsch. Betreuender Hausarzt der Familie war der bekannte Kronstädter Arzt und Medizinhistoriker Eduard Gusbeth, dem Huttmann in seinem späteren Leben mehrere Publikationen widmete. 1916, als die rumänischen Truppen Kronstadt besetzten, floh Familie Gusbeth nach Wien. Nach eineinhalb Jahren erfolgte die Rückkehr nach Kronstadt. Von 1918 bis 1922 besuchte Huttmann die siebenbürgisch-sächsische Evangelische Volksschule in Wien und ging anschließend auf das Honterus-Gymnasium. Im Jahr 1929 nahm er an der Karls-Universität in Prag sein Medizinstudium auf und wurde 1933 Assistent der Propädeutischen Klinik in Prag unter Julius Rihl. Ab dem Jahr 1935 leitete Huttmann dort die Elektrokardiographie-Station. In diesem Jahr erfolgte auch die medizinische Promotion.
Zwischen 1935 und 1936 absolvierte Huttmann seinen Militärdienst in Bukarest. Im Winter 1937 erfolgte die Rückkehr nach Kronstadt. Hier eröffnete er eine Privatpraxis für Innere Medizin und Kardiologie, die 21 Jahre lang bestand. 1941 wurde Huttmann zusammen mit anderen jüdischen Ärzten in einem Gefangenenlager in Vădeni interniert. Es folgten weitere Zwangsarbeiterdienste durch die faschistische rumänische Regierung. Von Januar bis September 1945 wurde er von der rumänischen Armee zum Kriegsdienst eingezogen.
Nach 1945 eröffnete Huttmann eine kardiographische Station an der Poliklinik in Kronstadt. nach seiner Ernennung zum Primarius und Chefarzt gründete Huttmann am 1. April 1949 die Krankenhausabteilung für Kardiologe und Rheumatologie. Diese Herzabteilung in Kronstadt wurde zu einer der drei damals bedeutendsten Herz-Spezialabteilungen in Rumänien. In dieser Zeit war Huttmann zudem leitender Gebietskardiologe in der Region Kronstadt. Ab 1955 befasste er sich mit lokaler und regionaler Medizingeschichte. So beschäftigt er sich mit dem Kronstädter Arzt Paulus Kyr und regte 1972 die Übersetzung dessen Gesundheitslehre in moderne Sprachen an. Sein Mentor war Valeriu Lucian Bologa, Universitätsprofessor für Geschichte der Medizin in Klausenburg. 1955 gehörte Huttmann zu den Gründungsmitgliedern der „Rumänischen Gesellschaft für Medizingeschichte“.
1973 erfolgte die Auswanderung nach Deutschland, nachdem das dritte Ausreisegesuch erfolgreich war. Die Familie siedelte sich in Aachen an. 1976 wurde Huttmann Lehrbeauftragter und danach Honorarprofessor für Medizingeschichte an der RWTH Aachen. Von 1981 bis 1987 hielt Huttmann am Lehrstuhl für Geschichte der Medizin und des Krankenhauswesens unter Axel Hinrich Murken am Universitätsklinikum Aachen die Vorlesung „Einführung in die Medizin.“
Bereits im Jahr 1975 wurde Huttmann Gründungsmitglied der Sektion Naturwissenschaften des Arbeitskreises für Siebenbürgische Landeskunde mit Sitz in Heidelberg. 1997 starb Arnold Huttmann im bayrischen Palling.

## Leistungen
Huttmann beschäftigte sich als medizinischer Forscher vor allem mit dem kausalen Zusammenhang zwischen Nikotin und Myokardinfarkt, den er als einer der ersten durch die statistische Auswertung der Krankenakten seiner Herzabteilung in Kronstadt nachweisen konnte.

## Publikationen (Auswahl)
- Hilfstafeln zur elektrokardiographischen Diagnostik. Steinkopff Frankfurt/M. 1950.
- mit George Barbu: Medicina în Oraşul Stalin ieri şi astăzi (Die Medizin in Stalinstadt gestern und heute). Oraşul Stalin (Brașov) 1959.
- Vorläufer des Kinos in Kronstadt. In: Neuer Weg. Bukarest Nr. 5304, 21. Mai 1966.
- mit Josif Spielmann: Blätter aus der Medizingeschichte der Siebenbürger Sachsen. In: Grünenthal Waage. Band 7, Heft 2, Aachen 1968.
- Kyr Paulus „Sanitas studium ... (Brassó 1551)“ c. könyvének egyes vonatkozásairól. In: Revista Medicală/Orvosi Szemle (Târgu Mureș / Marosvásárhely). Band 18, 1972
- Despre unele aspecte in legatură cu cartea doctorului Paulus Kyr „Sanitas Studium ... (Brașov 1551)“. In: Revista Medicală / Orvosi Szemle (Târgu Mureș / Marosvásárhely). Band 18, 1972.
- Harveys große Anhänger. Zum 400. Geburtstag des großen Arztes am 1. April 1978. In: Herz, Kreislauf: Zeitschrift für Kardiologie und Angiologie in Klinik und Praxis. Jg. 10, Witzstrock Baden-Baden (1978), H. 12. S. 581–588.
- mit Enyedi–Weiss: Nikotin und Myokardinfarkt. In: Perfusion.5, Nr. 9, 1992, S. 274–278.
- mit Axel Hinrich Murken: Die Beginenbewegung der westlichen Rheinlande. Der Beginn moderner Krankenpflege im 19. Jahrhundert. In: Historia Hospitalium. Zeitschrift der Deutschen Gesellschaft für Krankenhausgeschichte, Heft 18, 1993, S. 143–158.
- Die Medizin in Siebenbürgen vor der Einwanderung der Siebenbürger Sachsen. Böhlau Köln, Weimar 1994.
- Medizin im alten Siebenbürgen. Beiträge zur Geschichte der Medizin in Siebenbürgen. Hrsg. von Robert Offner unter Mitarbeit von Heinz Heltmann, Hansgeorg von Killyen und Georg Huttmann. Hora, Hermannstadt (Sibiu) 2000.
- Kronstadts medizinisch-pharmazeutische Bibliographie der Jahre 1530–1930. Hrsg. von Heinz Heltmann und Robert Offner. München 2000.